# Blue Spring Ride
Blue Spring Ride (яп. アオハルライド Ао хару раидо) — японская серия сёдзё-манги, написанная и проиллюстрированная Ио Сакисакой. Её выпуск начался в феврале 2011 года в журнале Bessatsu Margaret, принадлежащем компании Shueisha, и закончился в феврале 2015 года. Премьера аниме, снятого студией Production I.G под руководством Ай Ёсимуры, состоялась в полночь 7 июля 2014 года. Фильм вышел в декабре 2014 года. Радиопостановка, записанная на CD, вышла вместе с 10-м томом манги. OVA вышла вместе с 11-м томом манги. Манга была переведена и выпущена в Германии, Франции, Италии, Тайване, Польше и Мексике.

## Сюжет
Футаба Ёсиока — 17-летняя ученица старшей школы, которая страдает от комплекса неполноценности, в связи с тем, что ей нужно соответствовать своим подругам, дерзко обращаясь со студентами противоположного пола из-за привлечения последних, что заставляло других девочек ревновать её и считать изгоем, в результате чего она чувствует, что её жизнь безынтересна. Она окончательно меняется, подружившись с таким же изгоем по имени Юри Макита, которая непреклонна в сохранении своей «милой» личности в обмен на изгнание. В то же время Футаба удивляется, когда ей удаётся воссоединиться с Ко Танакой, который был её другом на протяжении средней школы и с которым у неё была взаимная любовь, пока он внезапно не переехал в Нагасаки со своей матерью. Она разочарована тем, что «новый» Ко взял фамилию матери «Мабути» и кажется совершенно другим человеком, не тем, кого она знала прежде. Он стал грубым, равнодушным и подлым человеком. Ко поступает в школу под присмотром своего брата, Ёити Танаки, который преподаёт в школе.
Тем не менее, Футабе и Ко приходиться работать вместе, когда они претендуют на места представителей класса при поддержке представителей мероприятия Юри, такого же изгоя Сюко Мурао, которая питает чувства к старшему брату Танаки, и её поклонника, Ая Коминато. Они посещают тренировку лидеров и могут образовать связи. После тренировки Юри понимает, что она влюбилась в Ко и признаётся в этом на летнем фестивале, но получает отказ. Вместо этого она решает оказать поддержку Футабе, чтобы та добилась Ко, но сама в конечном счёте влюбляется в Утимию, участница школьной группы. Между тем, после первой смущающей встречи, Футаба восхищает Тому Кикути, напарника Утимия, который начинает вторгаться в отношения Ко и Футабы, чтобы влюбить последнюю в себя. Он пробует сделать это, когда подруга Ко по средней школе Юи Наруми приезжает в Токио и просит Ко позаботиться о ней. Это заставляет Футабу думать о том, что дальнейшие попытки будут тщетными, и после отказа со стороны Ко она принимает признание Кикути.
Футаба изо всех сил старается стереть Ко из своей памяти и быть более серьёзной в отношениях с Кикути. Ко, который, как выяснилось, любил Футабу все эти годы, понимает, что Юи тянет его назад и разрывает отношения с ней. Так как отношения Футабы и Кикути становятся сложнее, когда Ко делает шаги навстречу Футабе, она решает расстаться с Кикути в конце учебного года. После того, как Кикути был снят с фильма про Рождество, Футаба соглашается встретиться с Ко на том самом месте, где они обещали встретиться за много лет до отъезда Ко. Но этого не происходит из-за того, что Ко попадает в аварию. В больнице Футаба и Ко признаются друг другу в любви.
Первая задача новой пары — помочь Коминато признаться Мурао. В начале нового года Танака также решает переехать в США, чтобы продолжить обучение и открывать для себя новые вещи, желая счастья своему брату, чтобы заглушить вспоминания о смерти матери. Чтобы уверить свою семью в том, что он в порядке, Ко возвращает свою старую фамилию Танака. Сериал заканчивается тем, что Футаба и Ко ищут убежища от дождя в храме, как они делали это годами ранее, и Футаба говорит, что что-то интересное наконец-то началось в её жизни.

## Персонажи
Футаба Ёсиока (яп. 吉岡双葉 Ёсиока Футаба) — Начиная со средней школы, Футаба всегда считала, что мальчики были слишком грубыми и жестокими. Ко Танака был единственным исключением, и Футаба хотела узнать его поближе. Они делятся друг с другом короткими, сентиментальными воспоминаниями, включая план поехать вместе на летний фестиваль. После случайного сообщения Найто, друга Ко, о том, что она ненавидит всех мальчиков в пределах слышимости Ко, она беспокоится о его мнении о ней, но убеждает себя, что он понимает, что он является исключением. Летний фестиваль наступил, но Ко не показывается. Возвращаясь с летних каникул, Футаба узнаёт, что Ко перевёлся в другую школу без объяснения причины. Футаба понимает, как сильно ей нравится Ко, и сожалеет, что не сказала ему о своих чувствах.

В старшей школе её характер кардинально меняется. Больше неженственная или немилая, она старается сделать себя настолько непривлекательной, насколько это возможно. Футаба была изгоем в средней школе, потому что девочки завидовали её популярности среди мальчиков. Решив завести друзей в старшей школе, она пожертвовала своей истинной, девчачьей натурой ради одобрения со стороны одноклассниц, но в середине первого года обучения она решает отказаться от этой идеи. Футаба волевая, упрямая и страстная. В конце концов она снова влюбляется в Ко (Они также обмениваются несколькими поцелуями на школьном фестивале). Тем не менее, она постоянно беспокоится о том, что он не испытывает к ней никаких чувств и считает, что она цепляется за прошлое. После признания и отказа Ко (глава 28) она решает двигаться дальше и встречается с Томой. В главе 45 она решает помириться к Ко, и они вновь начинают встречаться.

Роль Футабы Йоcиоки в фильме исполняет Цубаса Хонда.
Сэйю: Маая Утида
Ко Мабути (яп. 馬渕洸 Мабути Ко:) — Во время обучения в средней школе вместе с Футабой Ко Танака (яп. 田中・洸 Танака Ко:) был довольно маленьким и вежливым. Он очень любил её на протяжении их совместного опыта, но он исчез во время летних каникул. При появлении в старшей школе Футаба узнаёт, что Ко не смог посетить летний фестиваль из-за проблем в семье. Он также сменил фамилию с Танаки на Мабути. Его характер тоже изменился. Сейчас он более мужественный, саркастический и грубый. К тому же у него крайне пессимистичные взгляды по поводу своего брата и самого себя. Несмотря на эти изменения, Ко остаётся добрым человеком. Когда Коминато посетил его дом и обнаружил, что его секретный ящик полон вещей прямиком из средней школы, Ко признаётся, что до сих пор любит Футабу. Для него Футаба — напоминание о его счастливых днях до того, как его семья испытала смятение. Он оказался в ловушке между симпатией к Наруми, старшей однокласснице из средней школы в Нагасаки, и его чувствами к Футабе. Когда ему удалось всё наладить, Футаба уже стала подругой Кикути. Понимая, что Футаба — подруга Кикути, он осознаёт скольким людям он причинил вред за свою жизнь. Ко рассказывает Коминато о том, как он причинил боль всем окружающим, о которых он заботился, особенно Наруми, Футабе и самому себе. В то же время Наруми вступает в заключительный конфликт с Ко, заявляя, что она всегда будет его любить, и умоляет его понять, что она именно тот человек, который ему нужен, а Футаба совсем не понимает его. Тем не менее, Ко не может перестать думать о Футабе или любить её, поэтому решает отвергнуть чувства Наруми, но считать её другом, а также приносит извинения за причинённую ей боль. Наруми целует его на прощание и говорит, что не хочет, чтобы всё плохо закончилось, поэтому решает отпустить его. По мере того, как Мабути становится честнее с окружающими и с самим собой, он начинает понимать, что ему больше не надо скрывать свои чувства, и решает завладеть вниманием Футабы, чтобы быть с ней. Позже он и Футаба мирятся и начинают встречаться.

Роль Ко Мабути в фильме исполняет Масахиро Хигасидэ.
Сэйю: Юки Кадзи
Юри Макита (яп. 槙田悠里 Макита Ю:ри) — Появляется в первой главе. Жизнь Юри в старшей школе параллельна жизни Футабы в средней школе. Она очень милая, из-за чего многие девушки в её классе презирают её и оставляют её в одиночестве. Тем не менее, она чувствует себя хорошо, потому что предпочитает быть ненавидимой за то, кем она является на самом деле, чем быть любимой за то, чего в ней нет. Юри и Футаба быстро становятся лучшими друзьями. Она влюбляется в Ко, когда тот помогает ей во время лагеря лидеров. Юри очень дорожит дружбой с Футабой, но часто завидует её близости с Ко. После отвержения, она окончательно меняет парня и начинает встречаться с одним из друзей Томы, Утимией.

Роль Юри Макита в фильме исполняет Идзуми Фудзимото.
Сэйю: Аи Каяно
Сюко Мурао (яп. 村尾修子 Мурао Сю:ко) — Как и Юри, Сюко — ещё один «одинокий волк». Она очень красивая, но имеет очень холодную внешность, которая отталкивает других. Из-за опыта, полученного в средней школе, Сюко не доверяет девочкам. Но доверие восстанавливается, когда она заводит дружбу с Футабой и Юри. Она становится мягче и становится близким друзьями с Ко и Ая, настолько близкими, что Ая ошибочно думает, что Сюко испытывает к нему чувства. Она была влюблена в Танаку-сенсея, старшего брата Ко, с первого года её обучения в старшей школе после посещения сессий по наставничеству между ними, но вскоре была отвергнута из-за невозможности отношений между учеником и учителем (глава 27). В главе 48 она в конечном счёте принимает чувства Ая и начинает с ним встречаться.

Роль Сюко Мурао в фильме исполняет Юа Синкава.
Сэйю: Микако Комацу
Ая Коминато (яп. 小湊・亜耶 Коминато Ая) — Общительный и спонтанный, кажется, что Ая — единственный персонаж без каких-либо социальных проблем. Он очень открытый, заботливый и иногда даже глупый. Он безответно влюблён в Сюко. Он питает ненависть к Танаке-сэнсэю и первоначально не любил Ко из-за его отношения к нему. В конце концов он и Ко становятся близкими друзьями. Его соперничество с Танакой-сенсеем не утихло; с другой стороны он стал ближе к Мурао. Он хорош в математике. В главе 48 он должным образом признаётся Сюко в своих чувствах и они начинают встречаться.

Роль Ая Коминато в фильме исполняет Рю Ёсидзава.
Сэйю: KENN
Ёити Танака (яп. 田中陽一 Танака Ё:ити) — Старший брат Ко. Он старше его на 8 лет. Ёити работает учителем английского в старшей школе, в которую поступила Футаба. Изначально она была заинтересована им, так как он напоминал ей о Ко. Но она не знала, что Ко и Ёити — братья. Ёити знает, что Сюко влюблена в него, но отвергает все её попытки, отвечая тем, что он никогда не увидит в ней ничего, кроме студента. Однако, он всегда помогает ей и становится счастливым, когда Сюко обращается к нему за помощью. Он наслаждается шутливым «соперничеством» с Ая из-за Сюко. Ёити часто даёт советы Футабе, когда та не уверена в себе или в Ко. Существует намёк на то, что у него есть чувства к Сюко, когда он говорит Ая «Прежде чем я не смог держать свои чувства под контролем, я наделся, что придёт какой-нибудь великий парень и сбросит Мурао с ее ног».

Роль Ая Коминато в фильме исполняет Ю Коянаги.
Сэйю: Дайсукэ Хиракава
Тома Кикути (яп. 菊池・冬馬 Кикути То:ма) — Тома — одноклассник Футабы, впервые появляющийся в 12 главе манги или в 11 эпизоде аниме. Изначально у него сложилось плохое впечатление о Футабе, когда она спотыкается и случайно хватает его. Тем не менее, он смягчается, когда видит, как Футаба раскаивается по поводу этого случая. Из-за его серьёзной внешности его намерения часто не понимают, заставляя Ко завидовать его взаимодействиям с Футабой. Друзья называют его «Гуди-гуди» и «Хасабэ» за своё строгое и честное поведение. У него есть пирсинг на левом ухе, и он любит вомбатов. Он влюбляется в добрый характер Футабы и обнаруживает, что хочет, чтобы она оказала на него своё влияние. Несмотря на это, он всегда поддерживает её и вселяет в неё уверенность. В конечном счёте он признаётся ей и приглашает её.

Роль Тома Кикути в фильме исполняет Юдаи Тиба.
Сэйю: Ёсицугу Мацуока
Юи Наруми (яп. 成海・唯 Наруми Юи) — Одноклассница Ко по средней школе в Нагасаки. Её отец находился в той же больнице, что и мать Ко. Отец Юи недавно умер, в результате чего Ко начал с ней больше общаться, что вызвало приступ ревности у Футабы, на что Ко заявляет, что он просто помогает ей справиться с утратой. Однако, узнав об интересе Ко к Футабе, Ая решает, что сближение Ко и Юи может вызвать напряжение между отношениями Ко и Футабы. Юи посещает культурный фестиваль, где она замечает близость Ко с Футабой. В главе 22 показывается, что она всё ещё испытывает чувства к Ко. В главе 43 Наруми решает прийти к Мабути и умоляет его побыть с ней. Кроме этого, она пытается выяснить почему Ко не может быть с ней. Мабути, всё ещё влюблённый в Футабу, отвергает Наруми и извиняется перед ней за причинённую боль. Он признаётся, что не может перестать думать о Футабе и что именно она то «счастье», которое он искал на протяжении жизни. Наруми начинает плакать, умоляя его понять. Когда Мабути уходит, она понимает, что она не в силах изменить его взгляды и что его придётся принять таким, какой он есть.

Роль Юи Наруми в фильме исполняет Мицуки Такахата.

## Манга
Дорога юности написана и проиллюстрирована Ио Сакисакой. Выпуск начался в феврале 2011 в журнале Bessatsu Margaret, принадлежащем компании Shueisha. Первый том манги вышел 13 апреля 2011, а последний — 12 декабря 2014 вместе с последней серий аниме. Выпуск манги завершился 13 февраля 2015.
Tokyopop выпустило немецкий перевод первого тома в декабре 2012, а к июню 2014 вышло 7 томов под названием «Blue Spring Ride». Kana выпустило французский перевод первого тома 5 июля 2013, а к июлю 2014 вышло 6 томов под названием «Blue Spring Ride». Panini Comics выпустило итальянский перевод первого тома в сентябре 2013, а к маю 2014 вышло 5 томов под названием «Ao haru ride — A un passo da te». Tongli Publishing выпустило китайский перевод первого тома в январе 2013, а к июню 2014 вышло 7 томов под названием «閃爍的青春». Waneko выпустило польский перевод первого тома в феврале 2014, а к июню 2014 вышло 3 тома под названием «Ścieżki Młodości». Viz Media во время их выступления на Anime Boston 2018 объявило, что они будут выпускать мангу на английском под названием «Ao Haru Ride».
| №  | Дата публикации | ISBN                   |
| -- | --------------- | ---------------------- |
| 1  | 13 Апреля 2011  | ISBN 978-4-08-846647-7 |
| 2  | 25 Августа 2011 | ISBN 978-4-08-846690-3 |
| 3  | 22 Декабря 2011 | ISBN 978-4-08-846731-3 |
| 4  | 13 Апреля 2012  | ISBN 978-4-08-846759-7 |
| 5  | 24 Августа 2012 | ISBN 978-4-08-846818-1 |
| 6  | 25 Декабря 2012 | ISBN 978-4-08-846869-3 |
| 7  | 25 Апреля 2013  | ISBN 978-4-08-845028-5 |
| 8  | 23 Августа 2013 | ISBN 978-4-08-845085-8 |
| 9  | 10 Января 2014  | ISBN 978-4-08-845151-0 |
| 10 | 23 Мая 2014     | ISBN 978-4-08-845211-1 |
| 11 | 25 Августа 2014 | ISBN 978-4-08-845256-2 |
| 12 | 12 Декабря 2014 | ISBN 978-4-08-845314-9 |

## Аниме
Премьера аниме, снятого студией Production I.G под руководством Ай Ёсимуры, состоялась в Японии 7 июля 2014. Еженедельные трансляции начались в полночь на Tokyo MX. Начальная тема для серий была выполнена благодаря совместной работе двух вокалоид-создателей CHiCO и HoneyWorks, а закрывающая тема была выполнена японской рок-группой Fujifabric. Кроме того, женская группа Chelsy, в состав которой входят 3 человека, предоставила вступительную песню для серий. OVA была выпущена в комплекте с 11-м томом манги. Аниме было лицензировано компанией Sentai Filmworks. Премьера с субтитрами состоялась в 2015 на Anime Network по принципу «Видео по запросу».
| № | Название серии | Дата выхода в Японии |
| --- | -------------- | -------------------- |
| 0 | «UNWRITTEN»    | 25 августа 2014      |
| Отношения Футабы и Ко в средней школе. |                |                      |
| 1 | «PAGE.1»       | 7 июля 2014          |
| В конце первого года обучения в старшей школе Футаба Ёсиока переживает воссоединение по воле судьбы. Она встречает Ко Мабути, её первую любовь из средней школы, который неожиданно исчез, но на самом деле поступил в другую школу. Ко, который появляется перед Футабой впервые за 3 года, сменил свою фамилию на «Мабути» и стал совершенно другим человеком; более равнодушным. |                |                      |
| 2 | «PAGE.2»       | 14 июля 2014         |
| С вспоминаниями из средней школы, Футаба продолжает быть социально-поверхностной по отношению к своим друзьям в старшей школе. Однажды Футаба сталкивается со своей одноклассницей Юри Макитой, которая обедает в одиночестве, и осознаёт, что она просто «играет в дружбу», как её об этом сказал Ко. |                |                      |
| 3 | «PAGE.3»       | 21 июля 2014         |
| Становится известным, что мистер Танака — брат Ко. Футаба слушает их семейные рассказы и узнаёт, почему Ко не пришёл на место встречи перед летним фестивалем в средней школе. Перейдя на следующий курс, Футаба намерена начать всё с чистого листа. Ко, который должен был обучаться в специальном продвинутом классе, по неизвестным причинам появляется в её классе. |                |                      |
| 4 | «PAGE.4»       | 28 июля 2014         |
| Футаба и Ко становятся представителями класса и должны участвовать в лагере лидеров вместе с представителями Юри Макита, Шука Мурао, Ая Коминато. Проблемы становятся очевидными в первое же утро, и появляется напряжение между участниками команды. |                |                      |
| 5 | «PAGE.5»       | 4 августа 2014       |
| Футаба снова начинает заботиться о Ко. Юри случайно узнаёт, что Сюко испытывает чувства к Ёити Танаке, учителю и брату Ко. Запутавшись в своих чувствах, команда начинает тренировку. Во время спортивного ориентирования они безнадёжно теряются в лесу. |                |                      |
| 6 | «PAGE.6»       | 11 августа 2014      |
| Юри признаётся Футабе, что влюбилась в Ко. Футаба не хочет причинять боль Юри, но не может согласовать её чувства с собственной любовью к Ко и не может решить, что делать со своими чувствами. |                |                      |
| 7 | «PAGE.7»       | 18 августа 2014      |
| Футаба приходит к выводу, что она тоже любит Ко. Хотя он и изменился со времён средней школы, она испытывает чувства и к «новому» Ко. Юри также начинает осознавать, насколько трудно быть другом с кем-то, кто любит того, кого любишь и ты. Футаба встречает старую подругу из средней школы, Юми, и понимает, что она обязана рассказать Юри, как она относится к Ко. |                |                      |
| 8 | «PAGE.8»       | 25 августа 2014      |
| Футаба наконец-то готова рассказать Юри и Шуко о своих чувствах к Ко; В свою очередь Шуко признаётся, что она влюблена в их учителя, мистера Танака. По дороге домой Футаба пересекается с Ко и следует за ним в центр города, чтобы увидеть как он встречается с группой подростков. |                |                      |
| 9 | «PAGE.9»       | 1 сентября 2014      |
| Футаба начинает беспокоиться о Ко после того, как он говорит, что забота о вещах — это большая проблема. Когда она передаёт эти слова Юри, подходит Сюко и говорит им, что Ко провалил его промежуточные тесты. Футаба, обеспокоенная будущим Ко, вместе с Юри, Сюко и Ая Коминато приходят к нему домой и помогает подготовиться к учебной сессии, чтобы он не провалил финальный тест. |                |                      |
| 10 | «PAGE.10»      | 8 сентября 2014      |
| Футаба понимает, что между Юри и Ко нарастает напряжение во время учебной сессии. Стараясь выяснить почему, она опрашивает Юри и Ко; В ответ Ко ведёт её в свою комнату и показывает ей место, где хранятся вещи его покойной матери. Футаба начинает плакать и говорит ему, что она хочет знать «Ко таким, какой он сейчас». Брат Ко приходит домой, пока у них есть минута. |                |                      |
| 11 | «PAGE.11»      | 15 сентября 2014     |
| Становится известно, почему Ко исчез во время обучения в средней школе. Это произошло из-за развода его родителей, и он переехал вместе с матерью в Нагасаки. Однако, его мать была неизлечимо больна, и Ко чувствовал себя беспомощным и одиноким. Футаба узнаёт, что Ко страдает до сих пор, потому что винит себя в том, что был бессилен. Она хотела, чтобы Ко сказал ей это раньше и хочет подобрать ключ от его сердца. |                |                      |
| 12 | «PAGE.12»      | 22 сентября 2014     |
| Ко впервые показывает свою слабую сторону Футабе, и она считает её милой. В тот вечер во время ужина Ко присоединяется к своему брату, Ёити, и своему отцу, чтобы поесть вместе впервые после смерти своей матери много лет назад. Он признаётся, что никогда их не ненавидел, но его смущала мысль, стоит ли ему получать удовольствие от того, что его мать больше никогда не испытает. На следующий день в школе Ко удивляет своих друзей, предлагая организовать учебную группу, окончательно набрав больше очков, чем у всех его друзей во время финального теста. В финальной сцене, когда они решают, куда им отправится на летние каникулы, Футаба вспоминает о прошлом, но также с нетерпением ждёт событий с Ко, Юри, Сюко и Коминато, чтобы обрести новые вспоминания. |                |                      |
| 13 | «PAGE.13»      | 12 декабря 2014      |
| Футаба, Ко, Сюко, Юри и Ая идут на фестиваль фейерверков. |                |                      |

## Фильм
Фильм, снятый под руководством Мики Такахиро, вышел 13 декабря 2014.
В ролях:
- Футаба Ёсиока — Цубаса Хонда
- Ко Мабути — Масахиро Хигасидэ
- Юри Макита — Идзуми Фудзимото
- Сюко Мурао — Юа Синкава
- Ая Коминато — Рю Ёсидзава

## Продажи
К 9 мая 2014 года было продано 5.84 млн копий манги.
Сборы фильма составили ¥1.90 млрд. (около 16 млн. $) в Японии.